# Mesonemoura flagellata
Mesonemoura flagellata är en bäcksländeart som först beskrevs av Wu, C.F. 1935.  Mesonemoura flagellata ingår i släktet Mesonemoura och familjen kryssbäcksländor. Inga underarter finns listade i Catalogue of Life.